# بخش منچستر (شهرستان آدامز، اوهایو)
بخش منچستر (به انگلیسی: Manchester Township) یک منطقهٔ مسکونی در ایالات متحده آمریکا است که در شهرستان آدامز، اوهایو واقع شده‌است.
 بخش منچستر ۶٫۳ کیلومتر مربع مساحت و ۲٬۰۵۲ نفر جمعیت دارد و ۱۶۷ متر بالاتر از سطح دریا واقع شده‌است.